# East Helena
East Helena è una città degli Stati Uniti d'America situata nel Montana, nella Contea di Lewis and Clark.